# Сан Бјађо (Кунео)
Сан Бјађо је насеље у Италији у округу Кунео, региону Пијемонт.
Према процени из 2011. у насељу је живело 647 становника. Насеље се налази на надморској висини од 423 м.